# شینیچی موتو
شینیچی موتو (انگلیسی: Shinichi Muto؛ زادهٔ ۲ آوریل ۱۹۷۳) بازیکن فوتبال اهل ژاپن است.
از باشگاه‌هایی که در آن بازی کرده‌است می‌توان به باشگاه فوتبال جف یونایتد ایچیهارا چیبا اشاره کرد.